# Kevin Mayer
Kevin Mayer –también escrito Kévin Mayer– (Argenteuil, 10 de febrero de 1992) es un deportista francés que compite en atletismo, especialista en la prueba de decatlón.
Participó en tres Juegos Olímpicos de Verano, entre los años 2012 y 2020, obteniendo dos medallas de plata, en Río de Janeiro 2016 y Tokio 2020, en la prueba de decatlón.
Ganó dos medallas de oro en el Campeonato Mundial de Atletismo, en los años 2017 y 2022, y una medalla de oro en el Campeonato Mundial de Atletismo en Pista Cubierta de 2018.
Además, obtuvo una medalla de plata en el Campeonato Europeo de Atletismo de 2014 y cuatro medallas en el Campeonato Europeo de Atletismo en Pista Cubierta entre los años 2013 y 2023.
En 2016 fue nombrado Caballero de la Orden Nacional del Mérito de Francia. En septiembre de 2018 estableció una nueva plusmarca mundial de decatlón (9126 puntos).

## Palmarés internacional
| Juegos Olímpicos                     | Juegos Olímpicos         | Juegos Olímpicos | Juegos Olímpicos |
| Año                                  | Lugar                    | Medalla          | Prueba           |
| ------------------------------------ | ------------------------ | ---------------- | ---------------- |
| 2016                                 | Río de Janeiro (Brasil)  | Medalla de plata | Decatlón         |
| 2020                                 | Tokio (Japón)            | Medalla de plata | Decatlón         |
| Campeonato Mundial                   |                          |                  |                  |
| Año                                  | Lugar                    | Medalla          | Prueba           |
| 2017                                 | Londres (Reino Unido)    | Medalla de oro   | Decatlón         |
| 2022                                 | Eugene (Estados Unidos)  | Medalla de oro   | Decatlón         |
| Campeonato Mundial en Pista Cubierta |                          |                  |                  |
| Año                                  | Lugar                    | Medalla          | Prueba           |
| 2018                                 | Birmingham (Reino Unido) | Medalla de oro   | Heptatlón        |
| Campeonato Europeo                   |                          |                  |                  |
| Año                                  | Lugar                    | Medalla          | Prueba           |
| 2014                                 | Zúrich (Suiza)           | Medalla de plata | Decatlón         |
| Campeonato Europeo en Pista Cubierta |                          |                  |                  |
| Año                                  | Lugar                    | Medalla          | Prueba           |
| 2013                                 | Gotemburgo (Suecia)      | Medalla de plata | Heptatlón        |
| 2017                                 | Belgrado (Serbia)        | Medalla de oro   | Heptatlón        |
| 2021                                 | Toruń (Polonia)          | Medalla de oro   | Heptatlón        |
| 2023                                 | Estambul (Turquía)       | Medalla de oro   | Heptatlón        |